# Dierks (Arkansas)
Pour les articles homonymes, voir Dierks.
Dierks est une municipalité américaine située dans le comté de Howard en Arkansas.
Selon le recensement de 2010, Dierks compte 1 133 habitants. La municipalité s'étend sur 1,89 mille carré (4,9 km2).
Autrefois appelée Hardscrabble, la localité devient une municipalité en 1907. Elle prend alors le nom de Dierks en l'honneur de la famille Dierks, qui y a fondé une importante scierie au début du siècle par le biais de la Dierks Lumber and Coal Company,.
| 1910 | 1920  | 1930  | 1940  | 1950  | 1960  |
| ---- | ----- | ----- | ----- | ----- | ----- |
| 272  | 1 495 | 1 544 | 1 459 | 1 253 | 1 276 |

| 1970  | 1980  | 1990  | 2000  | 2010  | - |
| ----- | ----- | ----- | ----- | ----- | - |
| 1 159 | 1 249 | 1 263 | 1 230 | 1 133 | - |